# Bohumil Veselý
Bohumil Veselý (* 18. června 1945, Praha) je bývalý český fotbalista, československý reprezentant. V ligovém týmu Sparty se potkal i s bratrem Josefem Veselým.

## Fotbalová kariéra
Veselý začal hrát za Spartu už jako dorostenec, předtím hrál ještě za TJ Vozovna Žižkov (dnes Sokol Žižkov) či za Vinohrady. Účastník mistrovství světa roku 1970 v Mexiku (odehrál dva zápasy ve skupině, proti Rumunsku a Brazílii). V československé reprezentaci sehrál 26 zápasů a dal 3 góly – všechny v jediném zápase, reprezentačního hattricku docílil 6. června 1973 v kvalifikačním zápase mistrovství světa 1974 s Dánskem (Československo tehdy vyhrálo 6:0). Ligu hrál za Spartu Praha v sezónách 1963/64 až 1977/78, je mistrem československé fotbalové ligy 1966/67. Odehrál 230 ligových zápasů, ve kterých vstřelil 36 gólů. V evropských pohárech nastoupil v 17 utkáních.

## Ligová bilance
| Ročník                                   | Zápasy | Góly | Klub         |
| ---------------------------------------- | ------ | ---- | ------------ |
| 1. československá fotbalová liga 1963/64 | 6      | 1    | Sparta Praha |
| 1. československá fotbalová liga 1966/67 | 13     | 0    | Sparta Praha |
| 1. československá fotbalová liga 1967/68 | 15     | 5    | Sparta Praha |
| 1. československá fotbalová liga 1968/69 | 25     | 5    | Sparta Praha |
| 1. československá fotbalová liga 1969/70 | 28     | 5    | Sparta Praha |
| 1. československá fotbalová liga 1970/71 | 24     | 1    | Sparta Praha |
| 1. československá fotbalová liga 1971/72 | 30     | 9    | Sparta Praha |
| 1. československá fotbalová liga 1972/73 | 19     | 2    | Sparta Praha |
| 1. československá fotbalová liga 1973/74 | 16     | 2    | Sparta Praha |
| 1. československá fotbalová liga 1974/75 | 22     | 1    | Sparta Praha |
| 1. československá fotbalová liga 1976/77 | 21     | 4    | Sparta Praha |
| 1. československá fotbalová liga 1977/78 | 11     | 1    | Sparta Praha |
| CELKEM                                   | 230    | 36   |              |